# 랜턴 타게팅 포드

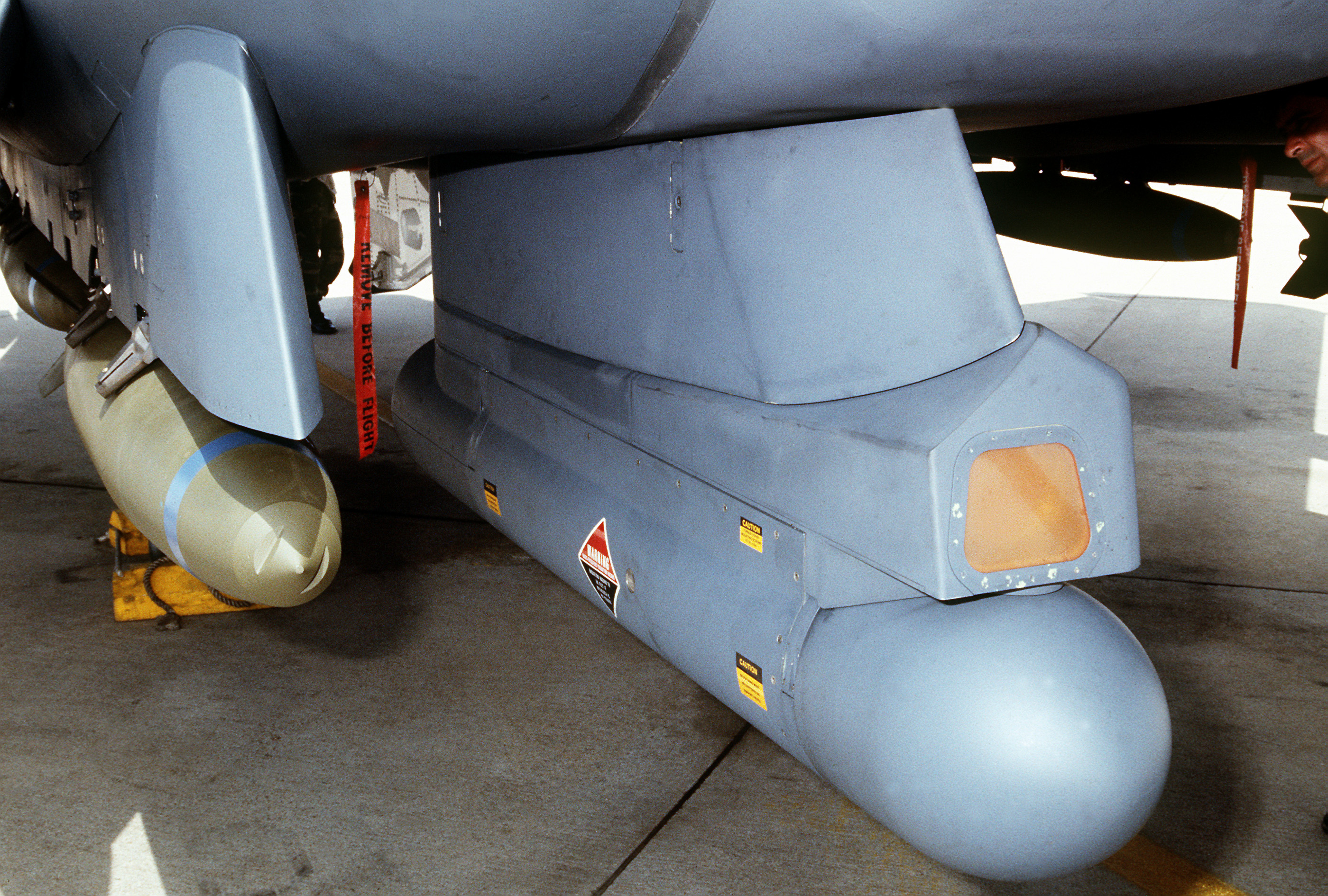

랜턴 타게팅 포드(LANTIRN, Low Altitude Navigation and Targeting Infrared for Night)는 미국 록히드 마틴이 개발한 2세대 타게팅 포드이다.

## 역사
미국 주력기 F-15, F-16의 항법 타게팅 포드이다. 1987년에 개발되었다. 타게팅 포드의 레이저 지시기는 페이브웨이 레이저 유도 폭탄을 사용할 수 있게 한다. 기존의 2차대전 자유낙하식 폭탄의 CEP는 100 m 인데, 레이저 유도 폭탄은 CEP 30 m이다.
항법 포드는 주야간 전천후 저공비행을 가능하게 해준다.
미국 항공모함에 탑재되는 그러먼 A-6 인트루더는 전천후 쌍발 제트엔진 공격기다. 피스턴 엔진의 더글러스 A-1 스카이레이더를 대체하여 1967년부터 1997년까지 항공모함에서 운용했다. A-6E에 이르러서 록히드 마틴 2세대 랜턴 타게팅 포드를 장착한 F-14에게 공격임무를 넘겨주게 되어 퇴역했다.

## 같이 보기
- 스나이퍼 타게팅 포드 - 록히드 마틴 3세대 타게팅 포드
- 다모클레스 타게팅 포드 - 프랑스 탈레스 그룹의 3세대 타게팅 포드
- 라이트닝 타게팅 포드 - 이스라엘 3세대 4세대 타게팅 포드